# قائمة حكام ليتوانيا
رئيس ليتوانيا هو أعلى منصب في جمهورية ليتوانيا. الرئيس الحالي هي داليا غريباوسكايتي.

## دوقية ليتوانيا الكبرى (1236–1569)
اللقب: دوق أكبر ((بالليتوانية: didysis kunigaikštis)‏; (بالبيلاروسية: vialiki kniaź); (بالبولندية: wielki książę)‏) باستثناء ميندوغاس، الذي أصبح ملك ليتوانيا لفترة وجيزة ((بالليتوانية: Lietuvos karalius)‏).

### أسرة ميندوغاس (1236–1268)
التورايخ تقريبية متناقضة بسبب نقص المصادر المكتوبة.
| الحكم        | الاسم    | الصورة | ملاحظات |
| ------------ | -------- | ------ | --- |
| ح. 1236–1263 | ميندوغاس |        | في البداية حكم كدوق أكبر، ومنذ 1253 أصبح ملك ليتوانيا. قُتل على يد ابن أخيه ترينيوتا، اندلعت حرب بين النبلاء للصراع على السلطة. |
| 1263–1265    | ترينيوتا |        | حكم كدوق الأكبر 1263–1264 ابن شقيق ميندوغاس.                                                                                   |
| 1265–1268    | فايزيلغا |        | ابن ميندوغاس، تخلى عن العرش طواعية لصالح صهره شفارن.                                                                           |

### أسرة مونوماخية(1268–1269)
| الحكم     | الاسم | الصورة | ملاحظات                                   |
| --------- | ----- | ------ | ----------------------------------------- |
| 1268–1269 | شفارن |        | هو ابن دانيال ملك غاليسيا، وصهر ميندوغاس. |

### أسرة ميندوغاس (1269–1285)
| الحكم     | الاسم    | الصورة | ملاحظات |
| --------- | -------- | ------ | ------- |
| 1270–1282 | ترايدنيس |        |         |
| 1282–1285 | دومانتاس |        |         |

### أسرة غيديميناس (1285–1440)
بعض التورايخ تقريبية.
| الحكم     | الاسم                | الصورة | ملاحظات |
| --------- | -------------------- | ------ | --- |
| 1285–1291 | بوتيغيدس             |        | أول شخص من العائلة. |
| 1291–1295 | بوتفيدس              |        | شقيق بوتيغيدس |
| 1295–1316 | فيتينس               |        | ابن بوتفيدس |
| 1316–1341 | غيديمناس             |        | ابن بوتفيدس، بعد وفاته؛ تم تقسيم أراضيه بين أبنائه السبعة. |
| 1341–1345 | جانوتيس              |        | ابن غيديمناس، أُطيح به من قبل أخوته الصغار ألغيرداس وكيزيتوتيس. |
| 1345–1377 | ألغيرداس             |        | ابن غيديمناس. أصبح حاكم بالمناصفة مع شقيقه كيزيتوتيس الذي حكم الغرب. في حين حكم ألغيرداس الشرق. |
| 1377–1381 | يوغيلا               |        | ابن ألغيرداس. توج كملك بولندا في 1386 وبذلك أسس الاتحاد شحصي بين مملكة بولندا ودوقية ليتوانيا الكبرى في 1386. مؤسس سلالة ياغيلون العريقة.                                                              |
| 1381–1382 | كيزيتوتيس            |        | ابن غيديمناس، حكم بالمناصفة مع شقيقه ألغيرداس. بحيث حكم هو الحدود الغربية (مع عاصمة في تراكي). استطاع خلع ابن شقيقه يوغيلا في 1381 ليحكم ليتوانيا بأكملها قبل أن يتم القبض عليه وقتله في العام التالي. |
| 1382–1392 | يوغيلا               |        | أيضا ملك بولندا 1386–1434. كان شقيقه سكرغيلا بمثابة نائبه في ليتوانيا (1387–1392). |
| 1392–1430 | فيتاوتس              |        | ابن كيزيتوتيس. |
| 1430–1432 | شفيتريغيلا           |        | ابن ألغيرداس، شقيق يوغيلا. خلعه أتباع جيجيمانتس ابن كيزيتوتيس. |
| 1432–1440 | جيجيمانتس كيزتوتايتس |        | ابن كيزيتوتيس، شقيق فيتاوتس. قُتل من قبل أتباع شفيتريغيلا. |

### أسرة ياغيلون(1440–1569)

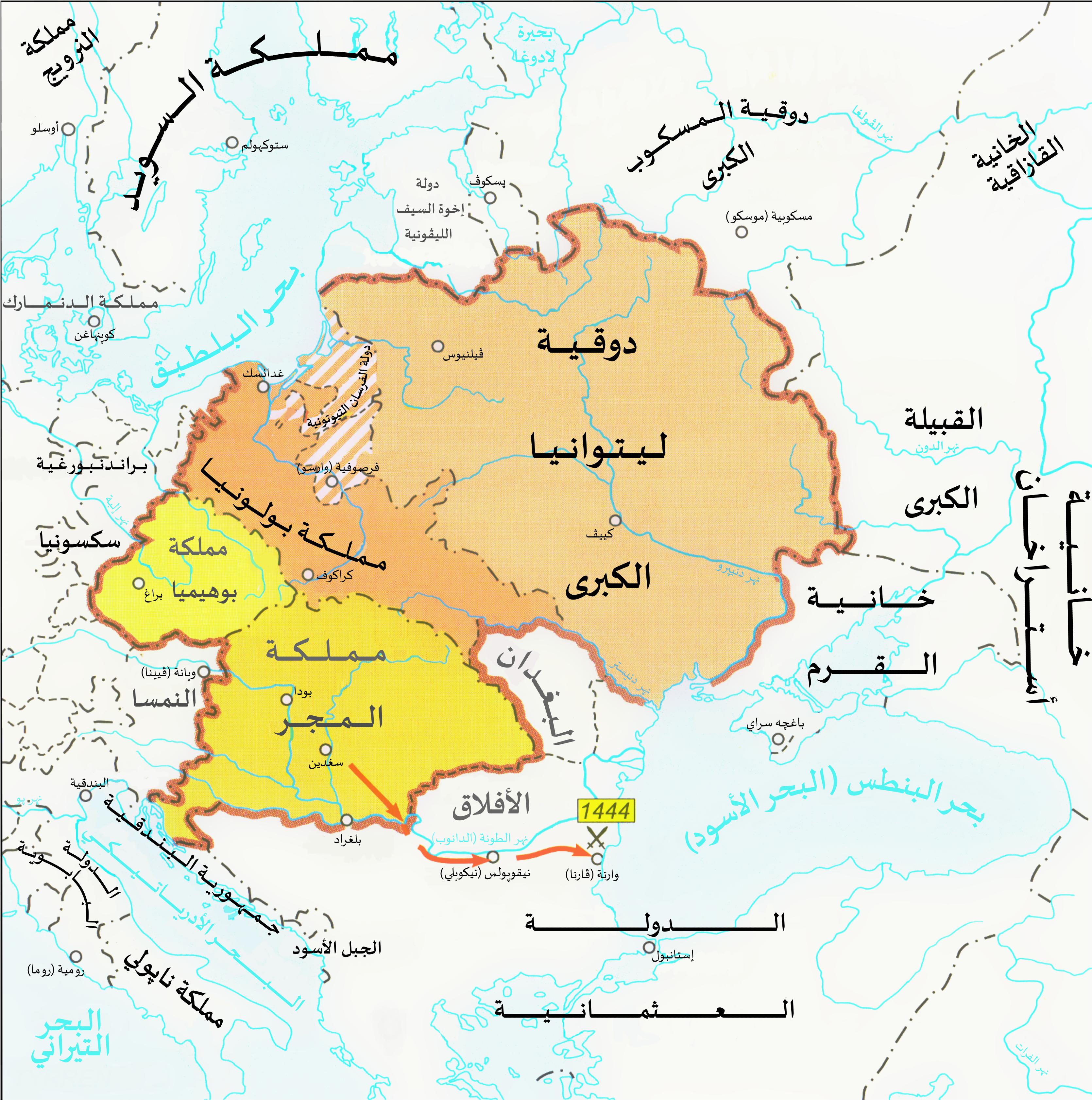
دوقية ليتوانيا الكبرى أثناء حكم آل ياغليون.

مع تأسيس الاتحاد الشخصي مع مملكة بولندا في 1385، استمر العائلة في حكم البلدين معا حتى 1569، تعتبر هذه العائلة فرع من أسرة غيديمناس.
| الحكم     | الاسم              | الصورة | ملاحظات                                                                 |
| --------- | ------------------ | ------ | ----------------------------------------------------------------------- |
| 1440–1492 | كازيميراس ياغيلون  |        | ابن يوغيلا. انتخب كملك بولندا في 1447 بعد وفاة شقيقه فلاديسلاف الثالث   |
| 1492–1506 | ألكساندراس ياغيلون |        | ابن كازيميراس. انتخب كملك بولندا في 1501 بعد وفاة شقيقه يان الأول ألبرت |
| 1506–1548 | جيجيمانتس الأكبر   |        | ابن كازيميراس.                                                          |
| 1548–1569 | جيجيمانتس أوغستاس  |        | ابن جيجيمانتس الأكبر. في الواقع حاكم منذ 1529.                          |

## الكومنولث البولندي-الليتواني (1569–1795)
أسس اتحاد لوبلين الكومنولث البولندي الليتواني في عام 1569. وكان ملك بولندا المنتخب يصبح تلقائيًا دوقًا لليتوانيا الأكبر (حتى ذلك الحين كانت الدوقية الليتوانية وراثية). أول حاكم مشترك لكلا البلدين كان جيجيمانتس الثالث أوغسطس. بعد التقسيم في 1772 و 1793 و 1795 ، انحل الكومنولث عن الوجود وأصبحت ليتوانيا جزءًا من الإمبراطورية الروسية لمدة 123 عامًا، كان هناك بعض الثغرات في الجدول الزمني حيث استغرق انتخاب ملك جديد بعض الوقت، أول دوق الأكبر تم انتخابه بعد انقراض السلالة الغديمينية وبعد أن عاد هنري فالوا إلى فرنسا هو ستيفن باتوري ، الذي بذل جهدًا للاعتراف به كدوق ليتوانيا الأكبر من خلال إنشاء جامعة فيلنيوس.
اللقب:ملك بولندا ودوق ليتوانيا الأكبر
(بالليتوانية: Lenkijos karalius ir Lietuvos didysis kunigaikštis)‏
(بالبيلاروسية: кароль Польшчы, вялікі князь літоўскі) (karol Polščy, vialiki kniaź litoŭski)
(بالبولندية: Król Polski, wielki książę litewski)‏
(باللاتينية: Rex Poloniae et Magnus Dux Lituaniae)
| الحكم           | الاسم                           | الصورة | الأسرة       | ملاحظات |
| --------------- | ------------------------------- | ------ | ------------ | --- |
| 1569–1572       | جيجيمانتس الثالث أوغستاس        |        | أسرة ياغيلون | ابن جيجيمانتس الأكبر. |
| 1573–1575       | هنريكاس الفرنسي                 |        | أسرة فالوا   | تخلى عن العرش وعاد إلى فرنسا حيث توج الملك هنري الثالث.                                                                                        |
| 1575- 1586/1596 | أونا ياغيلون                    |        | أسرة ياغيلون | ابنة جيجيمانتس الأكبر. حكمت بالمناصفة مع زوجها ستيبوناس.                                                                                       |
| 1576–1586       | ستيبوناس باتوري                 |        | أسرة باتوري  | حصل على اللقب حكم بالمناصفة بعد زواجه من أونا ياغيلون.                                                                                         |
| 1588–1632       | جيجيمانتس فاسا                  |        | أسرة فاسا    | أسس اتحاد شخصي بين الكومنولث والسويد، كان أيضا ملك السويد بين 1592 و 1599.                                                                     |
| 1632–1648       | فلاديسلوفاس فاسا                |        | أسرة فاسا    | |
| 1648–1668       | يوناس كازيميراس فاسا            |        | أسرة فاسا    | تنازل عن العرش وأصبح راهب، أخر شخص من سلالة فاسا يحكم بولندا-ليتوانيا.                                                                         |
| 1669–1673       | ميكولاس كوريبوتاس فيشنوفيتسكي   |        | نبيل ليتواني | |
| 1674–1696       | يوناس سوبياسكي                  |        | شلختا بولندي | |
| 1697–1706       | أوغستاس الثاني القوي            |        | أسرة فيتن    | أيضا ناخب ساكسونيا كـ فريدرخ أوغست الأول. |
| 1706–1709       | ستانيسلوفاس ليزينسكي            |        | شلختا بولندي | ملك أثناء حرب الشمال العظمى بالوساطة من السويد                                                                                                 |
| 1709–1733       | أوغستاس الثاني القوي            |        | أسرة فيتن    | المرة الثانية. |
| 1733–1736       | ستانيسلوفاس ليزينسكي            |        | شلختا بولندي | المرة الثانية ملك أثناء حرب الخلافة البولندية بالمساعدة من الفرنسيين.                                                                          |
| 1733–1763       | أوغستاس الثالث                  |        | أسرة فيتن    | |
| 1764–1795       | ستانيسلوفاس أوغستاس بونياتوفسكي |        | شلختا بولندي | خلال عهده تمت الموافقة على دمج دوقية ليتوانيا الكبرى مع مملكة بولندا في 1791، تنازل عن العرش بعد تقاسم بولندا الأخير، وتوفي في منفاه بـ روسيا. |

## مملكة ليتوانيا (1918)
أعلن مجلس ليتوانيا الاستقلال في 16 فبراير 1918 ودعا فيلهلم من أوراخ ليصبح ملكًا على ليتوانيا. كان اسم الدولة مملكة ليتوانيا. في 9 يوليو 1918 ، قبل الدوق فيلهلم العرض واتخذ اسم ميندوغاس الثاني. ومع ذلك في 2 نوفمبر ألغى المجلس هذا القرار لأنه كان من المحتمل أن تخسر ألمانيا الحرب.
| الحكم                    | الاسم المفروض                 | الصورة | الأسرة     | ملاحظة                                 |
| ------------------------ | ----------------------------- | ------ | ---------- | -------------------------------------- |
| 11 يوليو – 2 نوفمبر 1918 | ميندوغاس الثاني (فيلهلم كارل) |        | أسرة أوراخ | تغيير الحكومة إلى الجمهورية ديمقراطية. |

## دولة ليتوانيا (1918–1920)
دولة ليتوانيا كانت تحكمها هيئة رئاسة مجلس دولة ليتوانيا ، وكان رئيسها بحكم الواقع رئيس الدولة. تم تغيير مؤسسة رئاسة مجلس دولة ليتوانيا للرئيس في 4 أبريل 1919. تم انتخاب رئيس هيئة رئاسة أنتاناس سمتانا كأول رئيس لدولة ليتوانيا من قبل مجلس دولة ليتوانيا.
| # | الحكم                        | الرئيس         | الصورة                               | ملاحظة                         |
| - | ---------------------------- | -------------- | ------------------------------------ | ------------------------------ |
| - | 2 نوفمبر 1918 – 4 أبريل 1919 | أنتاناس سمتانا |                                      | رئيس هيئة رئاسة مجلس ليتوانيا. |
| 1 | 4 أبريل 1919 – 19 يونيو 1920 | أنتاناس سمتانا | انتخب رئيساً لليتوانيا من قبل المجلس. |                                |

## جمهورية ليتوانيا (1920–1940)
تم إنشاء منصب الرئاسة ((بالليتوانية: Prezidentas)‏) في 4 أبريل 1919.
| #   | الحكم                           | الرئيس                | الصورة | ملاحظة |
| --- | ------------------------------- | --------------------- | ------ | --- |
| 2   | 19 يونيو 1920 – 7 يونيو 1926    | ألكسندراس ستولغينسكيس |        | الرئيس بالإنابة (بصفته )، أُعيد انتخابه من قبل سيماس في 21 ديسمبر 1922 وفي يونيو 1923. |
| 3   | 7 يونيو – 18 ديسمبر 1926        | كازيس غرينيوس         |        | انتخب من قبل السيماس، ولكن أُزيح به بـ انقلاب عسكري. |
| -   | 18–19 ديسمبر 1926               | يوناس ستاغويتيس       |        | رسمياً، انتخب كرئيس من قبل السيماس ليوم واحداً (تخلى عن المنصب). |
| -   | 19 ديسمبر 1926                  | ألكسندراس ستولغينسكيس |        | رسمياً، انتخب من قبل السيماس كرئيس جديد، (لبضعة ساعات). |
| (1) | 19 ديسمبر 1926 – 15 يونيو 1940  | أنتاناس سمتانا        |        | انتخب رئيسًا بعد انقلاب عسكري كولاية ثانية، وبقى كذلك حتى الإنذار السوفييتي لعام 1940، بذلك غادر البلاد نحو إلى ألمانيا ومن ثم إلى سويسرا ثم إلى الولايات المتحدة، لم يوقع سمتانا على أي وثائق التي قدمتها الاتحاد السوفيتي ، على عكس رؤساء لاتفيا وإستونيا الذين فعلوا ذلك تحت الإكراه ، لإضفاء الشرعية على احتلال ليتوانيا وعند مغادرته كان يأمل في تشكيل حكومة في المنفى، أثناء تواجده في الولايات المتحدة كان نشطًا في الأماكن العامة وسعى لتوحيد أمريكيون ليتوانيون ‏ وجميع الليتوانيين الآخرين في الخارج للفت الانتباه إلى احتلال ليتوانيا، واستمر كذلك حتى وفاته في عام 1944. |
| -   | 15–17 يونيو 1940                | أنتاناس ميركيس        |        | رئيس الوزراء ، أصبح القائم بأعمال الرئيس بـحكم الأمر الواقع بعد رحيل سمتانا، لم يتم الاعتراف به من قبل الدبلوماسيين الليتوانيين في الخارج؛ تولى منصب الرئيس بشكل غير قانوني، لأن سمتانا لم يستقيل ولم يمت. |
| -   | 17 يونيو – أغسطس 1940           | يوستاس باليكيس        |        | تم اختياره بشكل غير دستوري من قبل قادة الشيوعيين الليتوانيين تحت ضغط من الاتحاد السوفيتي، غير معترف به دولياً ولا من قبل الدبلوماسية الليتوانية. |
| -   | 16 فبراير 1949 – 26 نوفمبر 1954 | يوناس شمايتيس         |        | تم تسميته رسميًا باسم الرئيس الرابع (بالإنابة) لليتوانيا في مارس 2009. |
| -   | 26 نوفمبر 1954 – 29 نوفمبر 1957 | أدولفاس رامانوسكاس    |        | تم اعتباره كرئيس الدولة في نوفمبر 2018. |

## جمهورية ليتوانيا الاشتراكية السوفيتية(1940–1941 و 1944–1990)
احتل الاتحاد السوفيتي ليتوانيا وأسس جمهورية ليتوانيا الاشتراكية السوفياتية في يوليو قبل أيام قليلة من الاحتلال الألماني، كانت ليتوانيا تحكمها حكومة المتمردين الموالية لألمانيا بقيادة خوزاس أمبرازيفيتشيوس، ولكن سرعان ما تم حلها، خلال حكم الألمان كانت المنطقة ليتوانيا يحكمها إدارة الجنرال بيتراس كوبيليناس، مع تراجع ألمانيا النازية أعاد الاتحاد السوفيتي احتلال البلاد وتأسيس جمهورية ليتوانيا الاشتراكية السوفياتية في 1944 من جديد.
اللقب: السكرتير الأول للجنة مركزية شيوعية في الحزب الشيوعي الليتواني ((بالليتوانية: Lietuvos komunistų partijos Centro komiteto pirmasis sekretorius)‏; (الروسية: Первый секретарь Центрального Комитета Коммунистической партии Литвы)).
| # | الحكم                                                       | السكرتير الأول      | ملاحظات                |
| - | ----------------------------------------------------------- | ------------------- | ---------------------- |
| 1 | 21 يوليو 1940 – 24 يونيو 1941 13 يوليو 1944 – 22 يناير 1974 | أنتاناس سنييكوس     |                        |
| 2 | 18 فبراير 1974 – 14 نوفمبر 1987                             | بيتراس غريسكيفيتشوس |                        |
| 3 | 1 ديسمبر 1987 – 19 أكتوبر 1988                              | رينغوداس سونغيلا    | تم خلعه.               |
| 4 | 19 أكتوبر 1988 – 11 مارس 1990                               | ألغرداس برازوسكاس   | في عهده استقلت البلاد. |

كانت هيئة رئاسة مجلس السوفياتي الأعلى تتصرف كرئيس دولة بشكل جماعي من 25 أغسطس 1940 حتى 11 مارس 1990.
|   | الحكم                           | رئيس الهيئة         | ملاحظة              |
| - | ------------------------------- | ------------------- | ------------------- |
| 1 | 25 أغسطس 1940 – 14 أبريل 1967   | يوستاس باليكيس      | من المنفى 1941–1944 |
| 2 | 14 أبريل 1967 – 24 ديسمبر 1975  | موتيوس سوماوسكاس    |                     |
| 3 | 24 ديسمبر 1975 – 18 نوفمبر 1985 | أنتاناس باركاوسكاس  |                     |
| 4 | 18 نوفمبر 1985 – 7 ديسمبر 1987  | رينغوداس سونغيلا    |                     |
| 5 | 7 ديسمبر 1987 – 15 يناير 1990   | فيتاوتاس أستراوسكاس |                     |
| 6 | 15 يناير 1990 – 11 مارس 1990    | ألجيرداس برازوسكاس  |                     |

## رؤساء ليتوانيا (1990–حتى الآن)
شغل رئيس المجلس الأعلى منصب الرئاسة عند الاستقلال في 11 آذار 1990 وحتى إعلان الدستور عام 1992. بعد إعلان الدستور تأسس منصب الرئيس ومؤسسة سيماس. علماً أن الدولة وقيادتها لم تكن معترفاً بها حتى أيلول 1991.
من 1990 حتى 1992: رئيس المجلس الأعلى (البرلمان) (بالليتوانية: Aukščiausiosios Tarybos pirmininkas)‏.
من 1992 وما بعدها: رئيس (بالليتوانية: Prezidentas)‏.
| التسلسل | الصورة                       | Name (الولادة–الوفاة)                       | الانتخاب     | استلام المنصب        | مغادرة المنصب        | الانتماء السياسي/الملاحظات                               |
| ------- | ---------------------------- | ------------------------------------------- | ------------ | -------------------- | -------------------- | -------------------------------------------------------- |
| -       |                              | فيتاوتاس لاندسبرغس (1932– )                 | —            | 11 آذار 1990         | 25 تشرين الثاني 1992 | بصفته رئيساً للمجلس الأعلى.                               |
| 1       |                              | آلغردس برزاوسكس (قائم بالأعمال) (1932–2010) | —            | 25 تشرين الثاني 1992 | 25 شباط 1993         | أول رئيس في فترة ما بعد الحكم السوفيتي.                  |
| 1       | آلغردس برزاوسكاس (1932–2010) | 1993                                        | 25 شباط 1993 | 25 شباط 1998         |                      | أول رئيس في فترة ما بعد الحكم السوفيتي.                  |
| 2       |                              | فالداس أدامكوس (1926– )                     | 1997–98      | 26 شباط 1998         | 26 شباط 2003         | فترة أولى                                                |
| 3       |                              | رونالداس باكساس (1956– )                    | 2002–03      | 26 شباط 2003         | 6 نيسان 2004         | عزل وأزيح من المنصب.                                     |
| –       |                              | آرتوراس باولاوسكاس (قائم بالأعمال) (1953– ) | —            | 6 نيسان 2004         | 12 تموز 2004         | رئيس سيماس، أدى أعمال الرئيس مؤقتاً حتى إجريت الانتخابات. |
| (2)     |                              | فالداس أدامكوس (1926– )                     | 2004         | 12 تموز 2004         | 12 تموز 2009         | فترة ثانية                                               |
| 4       |                              | داليا غريباوسكايتي (1956– )                 | 2009         | 12 تموز 2009         | أيار 2014            | أول رئيسة لليتوانيا.                                     |
| (4)     |                              | داليا غريباوسكايتي (1956– )                 | 2014         | مايو 2014            | 12 يوليو 2019        | أول رئيس في تاريخ ليتوانيا المعاصرة يعاد انتخابه.        |
| 5       |                              | غيتاناس ناوسيدا (1964– )                    | 2019         | 12 يوليو 2019        | في المنصب            | مستقل                                                    |